# Scandiatransplant

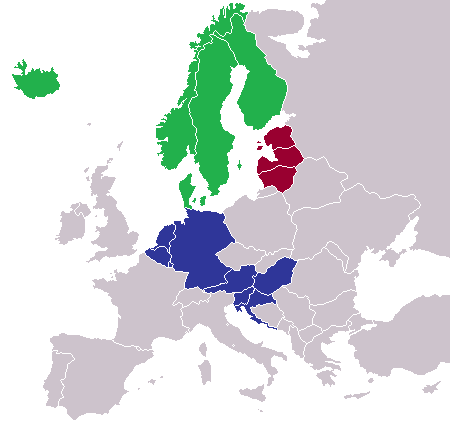
An Scandiatransplant beteiligte 5 Länder (grün)

Scandiatransplant ist eine 1969 gegründete Organisation, deren Aufgabe die Vermittlung von Organspenden in den skandinavischen Ländern Dänemark, Finnland, Island, Norwegen und Schweden ist. Patienten aus diesen Ländern, die auf eine Organtransplantation warten, sind in einer Kartei gespeichert, die zentral verwaltet wird. Mitglieder von Scandiatransplant sind zwölf Transplantationszentren, also Krankenhäuser mit aktiven Organtransplantationsprogrammen sowie acht Laboratorien für Immunologie. Die höchste Instanz der Organisation ist ein Repräsentantenrat, der aus jeweils mindestens einem Vertreter der Transplantationszentren besteht. Die Anzahl der Vertreter eines Transplantationszentrums ist dabei abhängig von der Anzahl der Transplantationen, die das Zentrum im Vorjahr durchgeführt hat. Entscheidungen des Rates in medizinischen Belangen müssen einstimmig getroffen werden.
Eine vergleichbare internationale Organisation ist Eurotransplant, zu der unter anderem Deutschland gehört. So findet zwischen Scandiatransplant und Eurotransplant sowie den nationalen Transplantationskarteien UK Transplant (Vereinigtes Königreich), Francetransplant (Frankreich) und weiteren nationalen Organisationen bei Bedarf ein Austausch von Transplantaten statt.

## Zahlen und Fakten
Scandiatransplant ist für die Abdeckung von mehr als 25 Mio. Einwohnern in fünf Ländern zuständig: Dänemark (5,7 Mio.), Finnland (5,4 Mio.), Island (0,3 Mio.), Norwegen (5,2 Mio.) und Schweden (9,7 Mio.) (2015).
Insgesamt wurden im Jahr 2012 1808 Transplantationen durchgeführt, welche von Scandiatransplant vermittelt wurden.
Seit der Gründung 1969 wurden bis Ende 2014 mehr als 30.000 durch Scandiatransplant vermittelte Organe transplantiert.

## Vergleichbare Institutionen
- Eurotransplant
- Balttransplant in Estland, Lettland und Litauen
- United Network for Organ Sharing (UNOS) in den USA
- United Kingdom Transplant Support Services Authority (UKTSSA)
- Australia and New Zealand Cardiothoracic Organ Transplant Registry (ANZCOTR) in Australien und Neuseeland